# Skivarps socken
Skivarps socken i Skåne ingick i Vemmenhögs härad, ingår sedan 1971 i Skurups kommun och motsvarar från 2016 Skivarps distrikt.
Socknens areal är 17,48 kvadratkilometer varav 17,40 land. År 2000 fanns här 2 088 invånare. Tätorten Abbekås, tätorten  Skivarp med sockenkyrkan Skivarps kyrka ligger i socknen. 

## Administrativ historik
Socknen har medeltida ursprung.
Vid kommunreformen 1862 övergick socknens ansvar för de kyrkliga frågorna till Skivarps församling och för de borgerliga frågorna bildades Skivarps landskommun. Landskommunen uppgick 1952 i Vemmenhögs landskommun som uppgick 1971 i Skurups kommun. Församlingen utökades 2002.
1 januari 2016 inrättades distriktet Skivarp, med samma omfattning som församlingen hade 1999/2000.  
Socknen har tillhört län, fögderier, tingslag och domsagor enligt vad som beskrivs i artikeln Vemmenhögs härad. De indelta soldaterna tillhörde Södra skånska infanteriregementet, Vemmenhögs kompani och Skånska dragonregementet, Vemmenhögs skvadron, Borreby kompani.

## Geografi
Skivarps socken ligger väster om Ystad vid Östersjökusten kring Skivarpsån. Socknen är en odlad småkuperad slättbygd på Söderslätt.

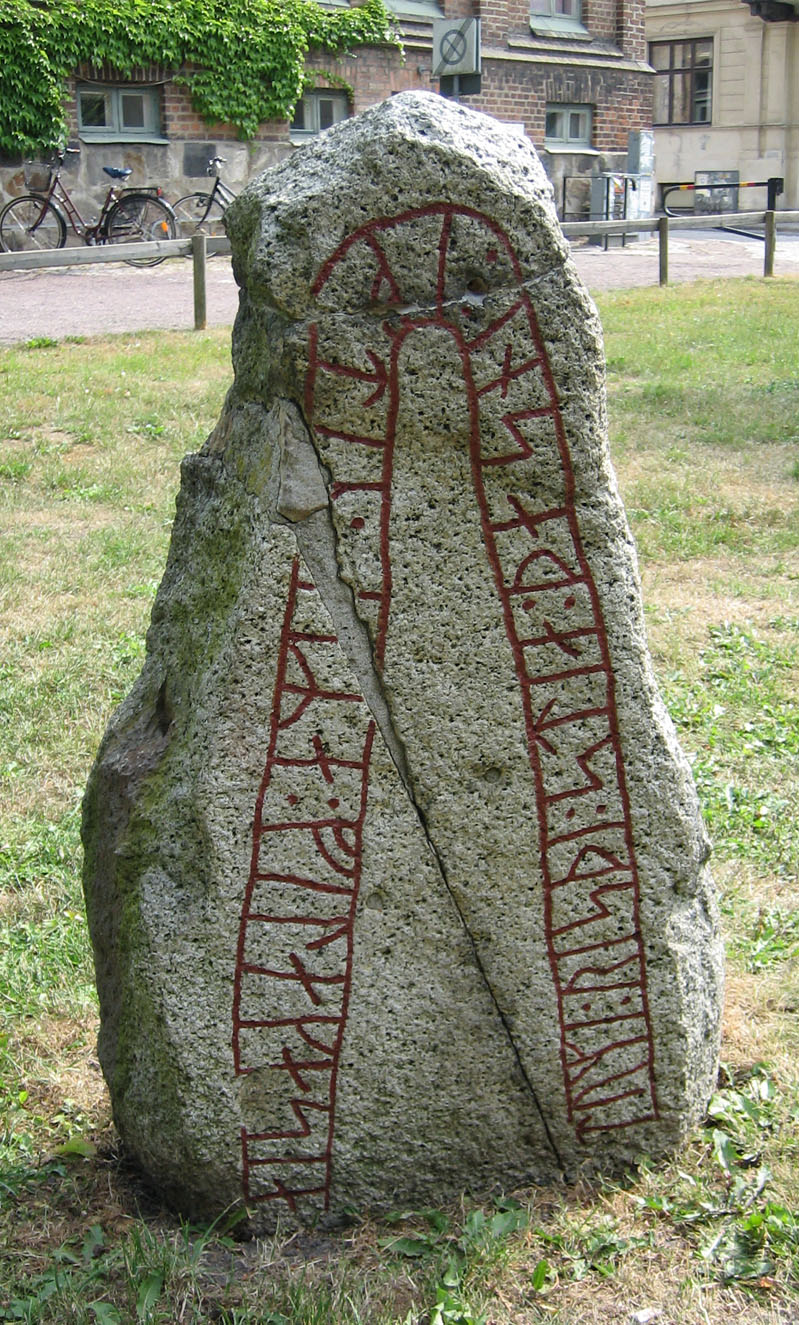
Skivarpstenen

## Fornlämningar
Från stenåldern är boplatser funna. Från bronsåldern finns gravhögar. Tre dösar är nu borttagna. Två runstenar finns här, en vid kyrkan, Skivarpstenen, nu i Lund och en vid Skivarpsbro som till 1600-talet låg i Sjörup. 

## Namnet
Namnet skrevs 1359 Skipathorp och kommer från kyrkbyn. Efterleden innehåller torp, 'nybygge'. Förledens tolkning är oklar.